# Jérôme Cohen-Olivar
Jérôme Cohen-Olivar (París, 6 de juny de 1964) és un guionista, director i productor de cinema franco-marroquí.

## Biografia
Va passar la major part de la seva infantesa al Marroc on va rodar pel·lícules de Super 8 mm abans de marxar a Los Angeles. Va assistir a la universitat a la Universitat de Califòrnia, Los Angeles (UCLA) i més tard al Lee Strasberg Theatre Institute. El seu primer curtmetratge Susan Susan, una sàtira sobre la immigració il·legal als Estats Units, va ser comprat per Disney per un import d'uns 300.000 dòlars.
Amb el seu amic de la infància Albert Levy, Jérôme Cohen-Olivar va produir un primer llargmetratge titulat Unveiled. La pel·lícula no va tenir l'èxit esperat a les sales però es va vendre bé en vídeo. "Cool Crime", una comèdia amarga sobre una colla de fantasmes que vaga per Los Angeles, obre el festival de Palm Springs i fa que el director tingui un acord amb l'agència de talent CAA. El 2008, el director va signar Kandisha, una pel·lícula de fantasia inspirada en una llegenda marroquina Aixa Kandisha que data del segle XIV.
L'Orchestre de Minuit, una comèdia basada en la història d'un home que viatja al Marroc per reviure l'orquestra del seu pare, va examinar les experiències dels jueus que van marxar del Marroc. Va guanyar el Premi del Jurat Ecumènic al Festival Internacional de Cinema de Montreal el 2015.

## Filmografia
- 1994 : Unveiled (només productor)
- 1999 : Cool Crime
- 2008 : Kandisha (Festival Internacional de Cinema Fantàstic de Brussel·les en 2009)
- 2015 : L'Orchestre de Minuit
- 2018 : The 16th Episode / Little Horror Movie[5]